# Oliver Baumann
Oliver Baumann (Breisach am Rhein, 2 giugno 1990) è un calciatore tedesco, portiere dell'Hoffenheim, di cui è capitano, e della nazionale tedesca.

## Carriera

### Club
Gioca per 14 anni (compreso il settore giovanile, dal 2000) nel Friburgo e dal 2010 è in prima squadra: con essa colleziona ben 131 presenze, tra cui una particolarmente memorabile del campionato 2013-2014 poiché protagonista in negativo con tre gravi errori per la sua squadra nella partita Friburgo-Amburgo, che permisero alla squadra ospite di vincere il match 0-3.
Il 14 maggio 2014 Baumann passa dal Friburgo all'Hoffenheim per la somma di 5,5 milioni di €.

### Nazionale
Ha giocato nelle nazionali giovanili tedesche Under-18, Under-19, Under-20 ed Under-21.
Il 25 agosto 2020 viene convocato per la prima volta in nazionale maggiore.
Il 14 ottobre 2024 esordisce con la massima selezione teutonica nel successo per 1-0 in Nations League contro i Paesi Bassi.

## Statistiche

### Presenze e reti nei club
Statistiche aggiornate al 17 maggio 2025.
| Stagione          | Squadra           | Campionato        | Campionato | Campionato | Coppe nazionali | Coppe nazionali | Coppe nazionali | Coppe continentali | Coppe continentali | Coppe continentali | Altre coppe | Altre coppe | Altre coppe | Totale | Totale |
| Stagione          | Squadra           | Comp              | Pres       | Reti       | Comp            | Pres            | Reti            | Comp               | Pres               | Reti               | Comp        | Pres        | Reti        | Pres   | Reti   |
| ----------------- | ----------------- | ----------------- | ---------- | ---------- | --------------- | --------------- | --------------- | ------------------ | ------------------ | ------------------ | ----------- | ----------- | ----------- | ------ | ------ |
| 2009-2010         | Friburgo          | BL                | 1          | -1         | CG              | -               | -               | -                  | -                  | -                  | -           | -           | -           | 1      | -1     |
| 2010-2011         | Friburgo          | BL                | 30         | -42        | CG              | 1               | -2              | -                  | -                  | -                  | -           | -           | -           | 31     | -44    |
| 2011-2012         | Friburgo          | BL                | 33         | -57        | CG              | 1               | -3              | -                  | -                  | -                  | -           | -           | -           | 34     | -60    |
| 2012-2013         | Friburgo          | BL                | 34         | -40        | CG              | 5               | -5              | -                  | -                  | -                  | -           | -           | -           | 39     | -45    |
| 2013-2014         | Friburgo          | BL                | 33         | -58        | CG              | 3               | -3              | UEL                | 6                  | -8                 | -           | -           | -           | 42     | -69    |
| Totale Friburgo   | Totale Friburgo   | Totale Friburgo   | 131        | -198       |                 | 10              | -13             |                    | 6                  | -8                 |             | -           | -           | 147    | -219   |
| 2014-2015         | Hoffenheim        | BL                | 34         | -55        | CG              | 3               | -4              | -                  | -                  | -                  | -           | -           | -           | 37     | -59    |
| 2015-2016         | Hoffenheim        | BL                | 33         | -50        | CG              | 1               | -2              | -                  | -                  | -                  | -           | -           | -           | 34     | -52    |
| 2016-2017         | Hoffenheim        | BL                | 36         | -37        | CG              | 2               | -2              | -                  | -                  | -                  | -           | -           | -           | 38     | -39    |
| 2017-2018         | Hoffenheim        | BL                | 34         | -48        | CG              | 0               | 0               | UCL+UEL            | 2+5                | -6 + -9            | -           | -           | -           | 41     | -63    |
| 2018-2019         | Hoffenheim        | BL                | 33         | -51        | CG              | -               | -               | UCL                | 6                  | -14                | -           | -           | -           | 39     | -65    |
| 2019-2020         | Hoffenheim        | BL                | 30         | -49        | CG              | 1               | -3              | -                  | -                  | -                  | -           | -           | -           | 31     | -52    |
| 2020-2021         | Hoffenheim        | BL                | 31         | -51        | CG              | 2               | -4              | UEL                | 7                  | -6                 | -           | -           | -           | 40     | -61    |
| 2021-2022         | Hoffenheim        | BL                | 33         | -57        | CG              | 2               | -5              | -                  | -                  | -                  | -           | -           | -           | 35     | -62    |
| 2022-2023         | Hoffenheim        | BL                | 34         | -57        | CG              | 3               | -4              | -                  | -                  | -                  | -           | -           | -           | 37     | -61    |
| 2023-2024         | Hoffenheim        | BL                | 34         | -66        | CG              | 2               | -2              | -                  | -                  | -                  | -           | -           | -           | 36     | -68    |
| 2024-2025         | Hoffenheim        | BL                | 28         | -53        | CG              | 2               | -4              | UEL                | 7                  | -11                | -           | -           | -           | 37     | -68    |
| Totale Hoffenheim | Totale Hoffenheim | Totale Hoffenheim | 358        | -574       |                 | 18              | -30             |                    | 27                 | -46                |             | -           | -           | 403    | -650   |
| Totale carriera   | Totale carriera   | Totale carriera   | 489        | -772       |                 | 28              | -43             |                    | 33                 | -54                |             | -           | -           | 550    | -869   |

### Cronologia presenze e reti in nazionale
| Cronologia completa delle presenze e delle reti in nazionale ― Germania | Cronologia completa delle presenze e delle reti in nazionale ― Germania | Cronologia completa delle presenze e delle reti in nazionale ― Germania | Cronologia completa delle presenze e delle reti in nazionale ― Germania | Cronologia completa delle presenze e delle reti in nazionale ― Germania | Cronologia completa delle presenze e delle reti in nazionale ― Germania | Cronologia completa delle presenze e delle reti in nazionale ― Germania | Cronologia completa delle presenze e delle reti in nazionale ― Germania |
| Data                                                                    | Città                                                                   | In casa                                                                 | Risultato                                                               | Ospiti                                                                  | Competizione                                                            | Reti                                                                    | Note                                                                    |
| ----------------------------------------------------------------------- | ----------------------------------------------------------------------- | ----------------------------------------------------------------------- | ----------------------------------------------------------------------- | ----------------------------------------------------------------------- | ----------------------------------------------------------------------- | ----------------------------------------------------------------------- | ----------------------------------------------------------------------- |
| 14-10-2024                                                              | Monaco di Baviera                                                       | Germania                                                                | 1 – 0                                                                   | Paesi Bassi                                                             | UEFA Nations League 2024-2025 - 1º turno                                | -                                                                       |                                                                         |
| 16-11-2024                                                              | Friburgo in Brisgovia                                                   | Germania                                                                | 7 – 0                                                                   | Bosnia ed Erzegovina                                                    | UEFA Nations League 2024-2025 - 1º turno                                | -                                                                       |                                                                         |
| 20-3-2025                                                               | Milano                                                                  | Italia                                                                  | 1 – 2                                                                   | Germania                                                                | UEFA Nations League 2024-2025 - Quarti di finale                        | -1                                                                      |                                                                         |
| 23-3-2025                                                               | Dortmund                                                                | Germania                                                                | 3 – 3                                                                   | Italia                                                                  | UEFA Nations League 2024-2025 - Quarti di finale                        | -3                                                                      |                                                                         |
| Totale                                                                  |                                                                         | Presenze                                                                | 4                                                                       |                                                                         | Reti                                                                    | -4                                                                      |                                                                         |